# Basilica di Santa Maria degli Angeli (Gardone Val Trompia)
La basilica di Santa Maria degli Angeli è un luogo di culto cattolico di Gardone Val Trompia, in provincia di Brescia.
Costruita alla metà del Quattrocento per volere di san Bernardino da Siena, la chiesa ha subito ingenti danni dopo la soppressione del 1798, che ha comportato il sequestro e la vendita della maggior parte delle opere contenute, tra cui il polittico dell'Assunta del Moretto. Il resto delle pitture murarie ha invece subito un forte degrado a causa degli usi impropri ai quali è stato sottoposto l'edificio. Più volte restaurata, la basilica è comunque ancora oggi aperta al pubblico, mentre il complesso conventuale adiacente è di proprietà di privati.

## Storia
La chiesa e l'annesso convento vengono costruiti, secondo la tradizione, per volontà di san Bernardino da Siena, che giunse a Gardone nel 1442 durante la sua impegnata opera di evangelizzazione che occupò l'ultima fase della sua vita. La sua predicazione ha notevole successo, stimolando le genti con un nuovo fervore religioso, e la richiesta di opere caritatevoli rivolta ai potenti del luogo si concretizza infine nella donazione, da parte dei nobili Giacomo e Bernardino Avogadro, di un terreno di loro proprietà nei pressi dell'abitato, ceduto con atto notarile il 20 aprile 1442.
L'inizio della costruzione del nuovo complesso monastico non parte però immediatamente: in un documento del 1469, in cui Papa Paolo II autorizza l'ingresso dei francescani minori nel convento, si attesta che la sua costruzione è iniziata solamente da poco. Ulteriore convalida all'ipotesi è data dal ritrovamento, nell'archivio comunale di Sarezzo, di una nota di credito del 1496 dovuta a Bernardino da Martinengo, espressamente nominato come costruttore della chiesa in questione. Si può pertanto collocare tra il 1442, data della donazione del terreno, e il 1496 l'edificazione della primitiva cappella dedicata al santo senese, poi descritta negli atti della visita di san Carlo Borromeo del 1580 come preesistente al complesso monastico. Di questo edificio rimangono oggi solo frammenti dell'abside con affreschi del periodo. Gli stessi atti della visita di san Carlo riportano anche alcune importanti notizie sul complesso monastico: si apprende infatti che la chiesa aveva come unica fonte di reddito le elemosine dei fedeli e ospitava sei altari con alcuni monumenti funebri. I religiosi erano cinque, di cui tre presbiteri e due laici. Il monastero, attiguo alla chiesa, aveva due chiostri e davanti alla basilica era posta la primitiva cappella officiata solo nella ricorrenza del patrono.
La caduta della Repubblica di Venezia nel 1797 e la secolarizzazione degli ordini religiosi porta a gravi conseguenze: il 6 agosto 1798 i frati vengono allontanati dal convento, che subisce il saccheggio dei rivoluzionari giacobini. Dietro suppliche alle autorità competenti per il loro ritorno, questi ottengono di rientrare il 2 agosto 1799, ma verranno espulsi definitivamente nel luglio del 1803. La chiesa viene abbandonata e ciò che non era già stato portato via viene confiscato dallo Stato e venduto. Il complesso conventuale diventa invece una caserma fino al 1810, quando un gruppo di devoti ottiene il trasferimento dell'istituto militare e avviano il recupero della chiesa. Nel 1837 viene installato un nuovo organo, portando alla distruzione degli affreschi sulla parete destra dell'abside.
Nel 1842 il comune di Gardone, facendosi interprete delle istanze della popolazione, organizza il ritorno dei Francescani, chiedendo nello stesso momento il restauro integrale dell'edificio che non sarà poi realizzato, sostituito solamente con opere di essenziale manutenzione. Purtroppo l'ordine lascerà di nuovo e per sempre il convento alla fine del secolo: le strutture finiscono per essere vendute a privati dal Comune, mantenendo la proprietà solo sulla chiesa. Negli stessi anni, fra l'altro, il chiostro minore viene completamente demolito su due lati per consentire il passaggio di una strada. Nel 1920, dopo essere stato utilizzato durante la prima guerra mondiale come deposito militare, l'ex complesso monastico viene completamente restaurato su iniziativa di privati, recuperando gli affreschi conservati anche mediante l'intervento di Vittorio Trainini. Terminati i lavori, la chiesa viene riaperta al pubblico. Altri restauri alle opere e alle strutture seguiranno nella seconda metà del Novecento, in particolare nel 1947 con il consolidamento degli affreschi della terza cappella da parte del bresciano Mario Pescatori, che comportò la distruzione di alcune decorazioni, e nel 1972 quando parte degli arredi e reliquiari furono spostati nella parrocchiale di San Marco Evangelista e vennero rimossi la volta a botte che ricopriva la navata principale ed alcuni ambienti secondari costruiti nel periodo di utilizzo come caserma.
Nel 2013 a Gardone Val Trompia, tramite l'organizzazione della Parrocchia San Marco, si sono svolti i festeggiamenti per il 500º anniversario della costruzione della Basilica.

## La chiesa

### Esterno
La facciata, originale del Quattrocento, è preceduta da un ampio portico costruito successivamente. Appena sotto la copertura, in legno e cotto, di questo atrio si possono osservare da sinistra a destra le figure affrescate di santa Chiara, san Bonaventura, san Luigi da Tolosa e santa Caterina, due a sinistra e due a destra del portale centrale. Notevole, nel registro inferiore, il frammento raffigurante cinque francescani, facente parte probabilmente dell'abside della cappella originaria. Sopra il portale in pietra scura è posta una lunetta recante il monogramma di Bernardino da Siena e sant'Antonio da Padova.

### Interno
L'interno si sviluppa su un'unica navata arricchita sul muro di sinistra da tre cappelle poligonali coperte da volte a ombrello. La copertura attuale della navata ripropone l'originale struttura a capanna in tetto a vista. L'abside è decorato da una lunetta centrale con una Madonna col Bambino affiancata da tre coppie di angeli, datata 1502. L'immagine della Vergine, sovrastata da una vela nella quale compare il Padre Eterno, è affiancata da quelle di Bonaventura e Ludovico da Tolosa. Fra gli altri affreschi dell'abside è interessante un Ecce Homo attribuito a Paolo Caylina il Giovane. Sull'angolo destro fra il presbiterio e la navata è posta invece una Sacra conversazione con la Vergine col Bambino, seduta in trono, affiancata dai Santi Lorenzo e Francesco D'Assisi, datata 1506. Nella prima cappella dall'ingresso è conservata la Stigmatizzazione di san Francesco, nella seconda una Natività datata 1514 e una Flagellazione, mentre nella terza è custodito un trittico con i Santi Antonio abate e Antonio da Padova. Nella basilica, prima della spoliazione napoleonica, esistevano due importanti opere del Moretto: il polittico dell'Assunta e una grande pala con la Madonna col Bambino in gloria con santi, opere eseguite tra il 1530 e il 1540 circa. Del polittico, oggi smembrato tra il Museo del Louvre (le due tavole del registro inferiore) e la Pinacoteca di Brera ("La Vergine Assunta tra i Santi Gerolamo e Marco, Caterina d'Alessandria e Chiara"), rimane oggi solo la l'originale cornice lignea, riempita con fotografie che riproducono i dipinti trasferiti. Un altro polittico, raffigurante la vita di Gesù e di san Pietro, è ora ospitato in parte nella Pinacoteca Tosio Martinengo di Brescia, forse altra opera di Paolo Caylina il Giovane. Fra le tele ancora presenti nel tempio si segnalano la pala di controfacciata, di scuola gandiniana e raffigurante la Madonna col Bambino e santi, e una Crocifissione di Bernardo Podavini del 1774. Notevole è anche il grande Crocifisso cinquecentesco esposto nell'omonima cappella, dove è stato collocato dopo il restauro del 1972.

### Organo a canne
Sul pavimento dell'abside è collocato un organo a canne costruito dalla ditta di Crema Inzoli-Bonizzi nel 1985.
Lo strumento, a trasmissione elettrica, presenta una consolle con due tastiere di 61 note, una pedaliera concavo radiale di 32 note. La mostra è composta da canne di principale disposte in cuspide unica con bocche a mitria allineate orizzontalmente.

### Il chiostro
Il chiostro maggiore, l'unico sopravvissuto nella sua integrità, si svolge su due piani: quello inferiore è retto da pilastri ottagonali in cotto in successione, poggianti su un basamento continuo, mentre il piano superiore è caratterizzato da un loggiato a pilastri quadrati sui quali poggiano archi ribassati.